# Instytut Medycyny Wsi im. Witolda Chodźki w Lublinie

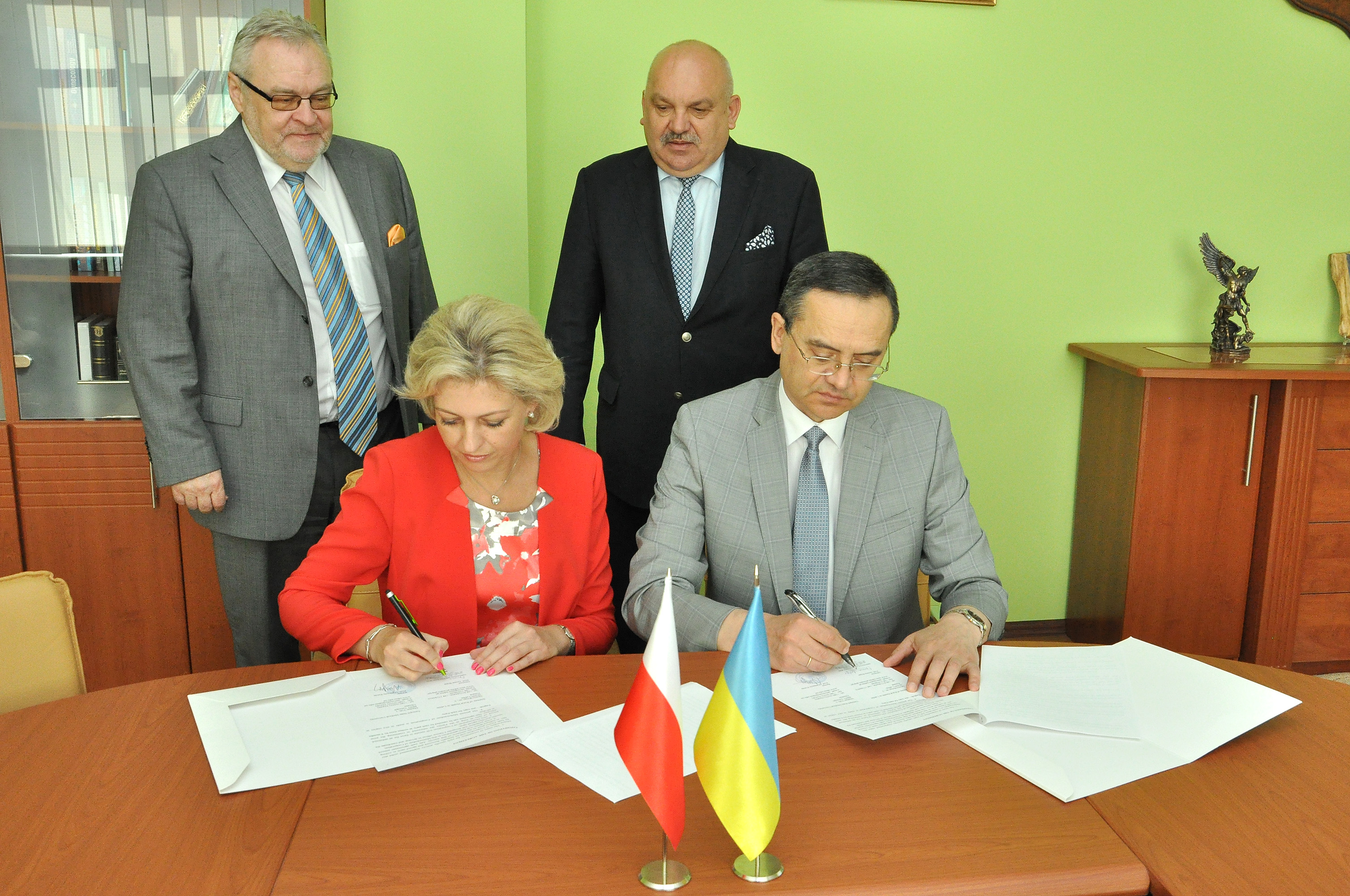
Iwona Bojar i Mychajło Korda podpisują umowę o współpracy między Instytutem Medycyny Wsi w Lublinie i Państwowiem Uniwersytetem Medycznym w Tarnopolu

Instytut Medycyny Wsi im. Witolda Chodźki w Lublinie (IMW) – jednostka badawcza podległa Ministrowi Zdrowia, realizująca zadania z zakresu ochrony zdrowia ludności wiejskiej ze szczególnym uwzględnieniem oceny zagrożeń dla zdrowia osób zatrudnionych w rolnictwie, leśnictwie, przetwórstwie rolno-spożywczym i przemyśle drzewnym. 

## Charakterystyka
Został utworzony 1 stycznia 1952.
Do działalności Instytutu Medycyny Wsi należy między innymi:
1. prowadzenie działań naukowych, klinicznych, rozwojowych, wdrożeniowych i usługowych;
2. opracowywanie i opiniowanie standardów w zakresie ochrony zdrowia;
3. opracowywanie i opiniowanie projektów norm zdrowotnych i higienicznych;
4. realizacja świadczeń zdrowotnych; realizacja badań, analiz i ocen ryzyka zdrowotnego w zakresie bezpieczeństwa żywności, higieny i toksykologii;
5. prowadzenie badań rynku i opinii publicznej; prowadzenie działalności szkoleniowej i edukacyjnej;
6. prowadzenie działalności wydawniczej (czasopisma naukowe: Annals of Agricultural and Environmental Medicine, Journal of Pre-Clinical and Clinical Research i Medycyna Ogólna i Nauki o Zdrowiu;
7. opracowywanie ocen, wdrażania i komercjalizacji nowych technologii, w tym technologii medycznych i informatycznych.

Do osiągnięć Instytutu Medycyny Wsi należy m.in. stworzenie pierwszego w Polsce systemu Rejestru Usług Medycznych, opracowanego w latach dziewięćdziesiątych przez Andrzeja Horocha i Mirosława Jarosza, pracowników naukowych IMW.
Patronem Instytutu jest profesor Witold Chodźko, zasłużony organizator i działacz w dziedzinie zdrowia publicznego w Polsce, pierwszy minister zdrowia publicznego w okresie międzywojennym.
W latach 2014–2017 dyrektorem IMW była Iwona Bojar.